# Rynna Norweska

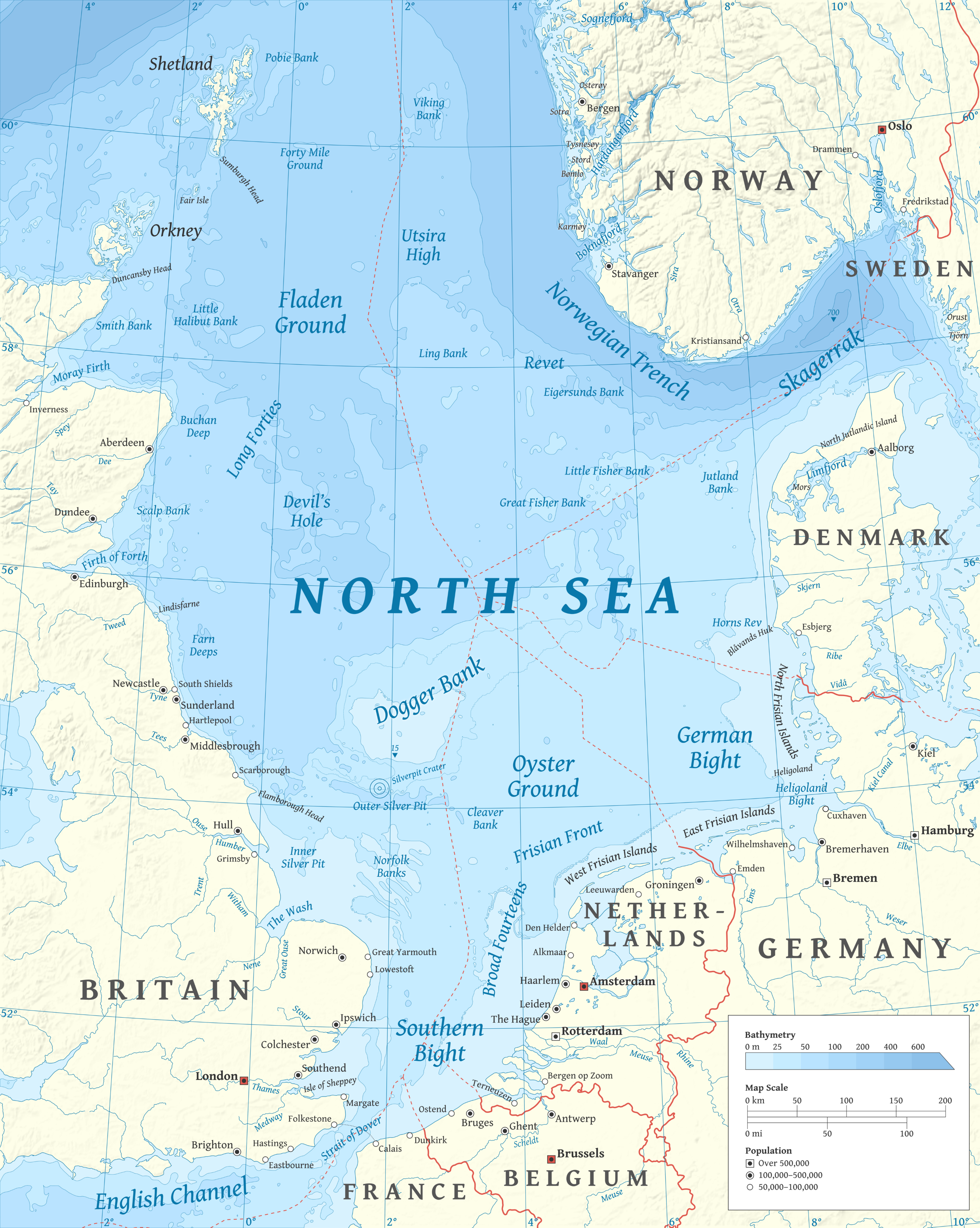
Rynna Norweska oznaczona ciemniejszym kolorem na mapie Morza Północnego

Rynna Norweska (norw. Norskerenna) – polodowcowe zagłębienie w dnie Morza Północnego, ciągnące się łukiem od fiordu Oslo, wzdłuż południowych wybrzeży Norwegii, uchodzące do  Morza Norweskiego na zachód od miasta Stad. 
Szerokość 50–95 km, zakres średnich głębokości 250–370 m, dla porównania średnia głębokość Morze Północnego wynosi ok. 100 m. Rów ma największą głębokość – 725 m – we wschodniej części Skagerraku w pobliżu miejscowości Arendal. Rynna została wyżłobiona poprzez zetknięcie się prącego na zachód lądolodu skandynawskiego z przesuwającą się na wschód od Szetlandów czapą pokrywającą Wyspy Brytyjskie, co spowodowało skierowanie ich ruchu ku północy w czasie przedostatniego zlodowacenia (400 000–130 000 BP).